# Etenna

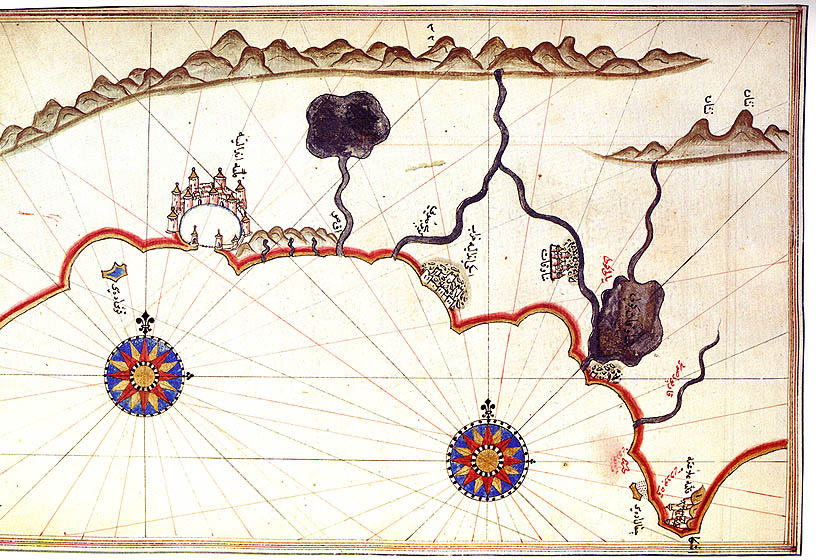
Mapa de la zona d'Etenna al 1520. Etenna es troba al turons darrere de Side

Etenna (grec antic: Ἔτεννα) fou una antiga ciutat d'Àsia Menor, considerada tradicionalment part de la província romana de Pamfília. Se la situa a l'actual província turca d'Antalya, tot i que se'n desconeix la ubicació exacta. Segles abans, se la considerava de la província de Pisidia; per exemple Polibi, que escrigué que el 218 ae la gent d'Etenna «viu a les terres altes de Pisidia per sobre de Side» i proporcionà 8 mil hoplites per ajudar l'usurpador selèucida Aqueu.
No hi ha un altre esment d'Etenna en els documents existents fins al registre de la participació dels seus bisbes en els concilis ecumenics del s. IV de i posteriors. Hi ha exemples, però, de les seues fines monedes d'argent dels s. IV i III ae i de les seues monedes de bronze que daten del s. I ae al III de.

## Seu episcopal
El bisbat cristià d'Etenna era eclesiàsticament sufragani de la seu metropolitana de Side, capital de la província de Pamfilia Secunda. Els bisbes coneguts de la diòcesi d'Etenna inclouen:
- Troilos, que participà en el primer concili de Constantinoble del 381,
- Eutropi, del concili d'Efes del 431,
- Eudoxi, del concili de Calcedònia del 451,[5]
- Ioannes, del segon concili de Nicea del 787, i
- Petrus, del concili Focià de Constantinoble (879).[2]

Veient Etenna ja no com un bisbat residencial, l'església Catòlica la cataloga com una seu titular, tot i que l'àrea al voltant d'Etenna mai fou realment de confessió catòlica.
La ciutat i el bisbat de Cotenna, que també ha estat tradicionalment inclòs en la província romana de Pamfilia Primera, el consideren alguns Etenna, però apareix en el Notitiae Episcopatuum com una ciutat diferent, propera a Etenna.

## Restes

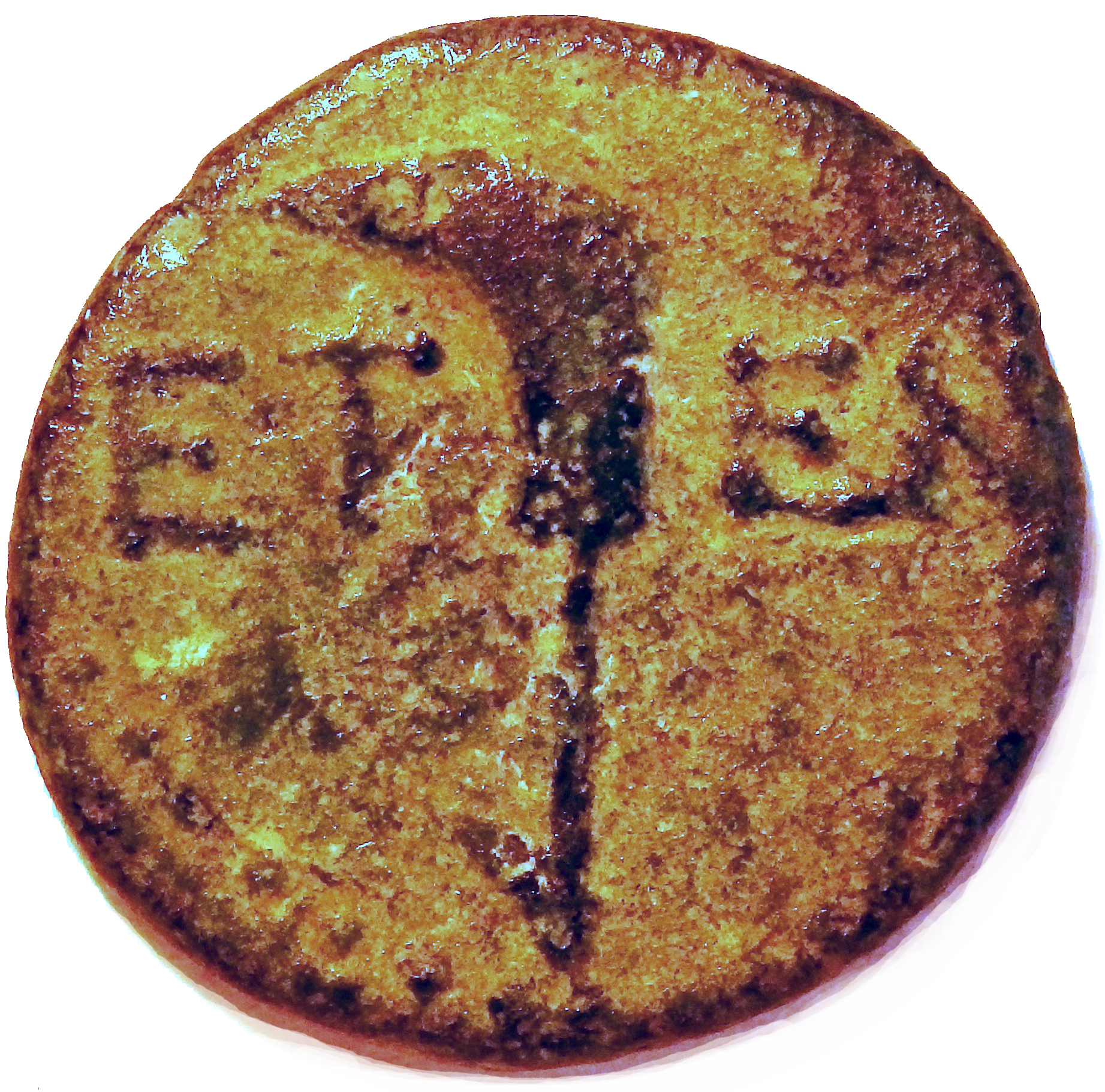
Moneda de bronze encunyada a Etenna

Sobre la base de la preponderància de les monedes localment encunyades a Etenna, i de la presència d'atuells de terrissa del període de la Grècia clàssica, inusualment en un lloc terra endins, Etenna ha estat identificada amb les ruïnes encara sense descriure trobades en un vessant escarpat a 250 m al nord del llogaret modern de Sirtkoy, que és al nord de Manavgat, a la província d'Antalya, Turquia. No han estat excavats sistemàticament, però inclouen restes de muralles de la ciutat, un dipòsit o magatzem teulat, banys públics, dues basíliques, una església i tombes de roca.
La identificació d'Etenna amb Gölcük, prop del poble modern de Sarraçlı, més a l'est enllà del riu Meles, es considera menys probable.